# Vent Vert
Pour les articles homonymes, voir Vent (homonymie).
Vent vert est un parfum pour femme de Balmain. Créé en 1945 par la parfumeuse Germaine Cellier, il est présenté pour la première fois lors du Festival de Cannes de 1947. L'écrivain Colette écrivit à son sujet : « Il a un caractère vireux de végétal écrasé à la main. De quoi plaire à ces diablesses de femmes d'aujourd'hui ».[réf. nécessaire]

## Composition
Ce parfum a été élaboré avec 8 % d'essence de galbanum, une plante ombellifère de la famille des apiacées, originaire d'Asie centrale. Cette audace olfactive est à l'origine de la famille des parfums verts. En 1990, la formule du parfum a subi une révision olfactive, dans le but d'atténuer son exubérance printanière et sa trop forte odeur de muguet.

## Parenté
Ce parfum a servi de base d'inspiration pour :
- Fidji de Guy Laroche,
- No 19 de Chanel,
- So pretty de Cartier,
- Envy de Gucci,
- Jardin en Méditerranée de Hermès,
- Fleur du matin de Miller Harris,
- Lime basil de Jo Malone
- Poison de Christian Dior,
- Eau de Campagne de Sisley, bâti autour de la feuille de tomate.